# Ольшанецький Яків Йосипович
Яків Йосипович Ольшане́цький (29 березня 1898, Немирів — пом. 13 вересня 1982, Одеса) — український радянський живописець; член Товариства художників імені Киріака Костанді у 1925—1929 роках, Спілки художників СРСР з 1936 року та Спілки радянських художників України з 1960 року.

## Біографія
Народився 17 [29] березня 1898 року в місті Немирові (тепер Вінницька область, Україна). Протягом 1917—1921 років навчався в Одеському художньому училищі у Юлія Бершадського, Данила Крайнєва, Тита Дворникова; 1923 року закінчив Київський інститут пластичних мистецтв, де був учнем Лева Крамаренка.
Упродовж 1935—1941 років працював в Одеській художній майстерні. Учасник німецько-радянської війни. У 1946—1958 роках працював на Одеському художньо-виробничому комбінаті. Жив в Одесі в будинку на вулиці Вишинського, № 10, квартира № 12. Помер у 1982 році.

## Творчість
Працював в галузі станкового живопису, писав портрети, міські пейзажі, жанрово-побутові композиції. Серед робіт:
- «Скрипка» (1925);
- «Автопортрет» (1925);
- «В'язні» (1925);
- «Портрет дружини» (1927);
- «Натюрморт» (1927);
- «Автопортрет» (1927);
- «В кайданах» (1927);
- «Портрет А. Сігал» (1928);
- «Робітниця» (1928);
- «Натюрморт» (1929);
- «Заводська редколегія» (1935);
- «Рибалки» (1936);
- «Дівчина за роялем» (1936);
- «Екскурсія до Музею Революції» (1939);
- «Агітпункт у Сталінграді» (1942);
- «Відкриття музею у звільненій Одесі» (1947);
- «Бригадир Т. Кушко» (1947);
- «Сестрички» (1949);
- «Біля воріт» (1952);
- «Полковник С. Воронов» (1954);
- «У парку» (1968);
- «Кімната колекціонера» (1972).

серії
- дитячих портретів (1928);
- міських пейзажів (1929—1960);
- портретів діячів науки і культури Одеси (1947—1965).

Брав участь у виставках з 1925 року, всеукраїнських — з 1929 року, всесоюзних — з 1939 року. Персональні виставки відбулася в Одесі у 1939—1940, 1941, 1968 роках.
Деякі роботи зберігаються в Одеському та Лебединському художніх музеях, галереї «Гекоссо» в японському місті Йокогамі.

## У мистецтві
У 1962 році живописний портрет художника виконав Лаврентій Жаренко.